# Hans Knauß
Hans Knauß (* 9. Februar 1971 in Schladming) ist ein ehemaliger alpiner Skirennläufer, Motorsportler und aktiver Fernsehmoderator aus Österreich. Als Skirennläufer zählte er in den Disziplinen Riesenslalom, Super-G und Abfahrt mehrere Jahre zu den besten der Welt. Der zweifache österreichische Meister erreichte sieben Siege und weitere 20 Podestplätze in Weltcuprennen, belegte zweimal den zweiten Platz im Super-G-Weltcup und zweimal den dritten Rang im Riesenslalomweltcup. Bei den Olympischen Winterspielen 1998 gewann er die Silbermedaille im Super-G, zudem bei den Weltmeisterschaften 2003 die Silbermedaille im Riesenslalom und bei den Weltmeisterschaften 1999 die Bronzemedaille im Super-G. Nach einem positiven Dopingtest und einer daraus resultierenden 18-monatigen Sperre beendete er 2005 seine aktive Skikarriere und wurde Co-Kommentator des Österreichischen Rundfunks. Ab 2006 nahm er mehrere Jahre an Wettkämpfen im Automobilsport teil. Knauß ist verheiratet und Vater einer Tochter und eines Sohnes.

## Biografie

### Anfänge und Einstieg in den Weltcup (bis 1994)
Schon Knauß’ Großvater und Vater waren gute Skiläufer gewesen, die an lokalen Rennen teilgenommen hatten. Der Vater arbeitete als Liftangestellter bei den Planaibahnen. Wie seine fünf älteren Geschwister, darunter der sechsfache Profi-Weltmeister Bernhard Knauß, kam Hans Knauß schon früh zum Skisport. Er wurde 1984 und 1986 insgesamt viermal österreichischer Schülermeister und gewann 1984 Slalom und Riesenslalom des Trofeo Topolino. Nach einiger Zeit im steirischen Landeskader wurde er 1987 in den Kader des Österreichischen Skiverbandes aufgenommen. In den folgenden drei Jahren kam er bei den Juniorenweltmeisterschaften zum Einsatz, wo er ohne Spitzenplätze blieb und als jeweils beste Ergebnisse Resultate um Rang zehn belegte.
Starts bei FIS-Rennen und im Europacup folgte zu Beginn der Saison 1992/93 die erste Teilnahme an einem Weltcuprennen. Als 28. des Riesenslaloms von Sestriere gewann er auf Anhieb Weltcuppunkte. Im März 1993 fuhr Knauß erstmals in die Weltspitze, als er im Super-G von Aspen den vierten Platz erzielte. Nach weiteren Top-10-Ergebnissen erreichte er ein Jahr danach, am 17. März 1994, mit Platz drei im Super-G von Vail seinen ersten Weltcup-Podestplatz. Zuvor hatte er sich durch seine Ergebnisse schon für die Olympischen Winterspiele 1994 in Lillehammer qualifiziert. Sein erstes Großereignis verlief allerdings wenig erfolgreich: Zunächst war er in der Kombination bereits im Abfahrtsrennen ausgeschieden, danach kam er im Super-G lediglich auf den 20. Platz. Bei allen Weltcup-Super-G des Winters hatte er bessere Platzierungen erzielt. 1994 wurde Knauß zum ersten Mal österreichischer Meister im Riesenslalom, ein zweiter Titelgewinn folgte 1997.

### Anschluss an die Weltspitze (1995–1999)
Nachdem die Saison 1994/95 mit nur einem Top-10-Resultat weniger erfolgreich verlaufen war, stieg Knauß im Winter 1995/96 zur absoluten Weltspitze auf. Er feierte am 17. Dezember 1995 im Riesenslalom von Alta Badia seinen ersten Weltcupsieg und entschied fünf Wochen später auch den Super-G von Valloire für sich. In diesen beiden Disziplinen stand er weitere drei Mal auf dem Podest, ebenso erreichte er in der Hahnenkamm-Kombination in Kitzbühel einen zweiten Platz. Neben der Kombination konnte er in diesem Winter auch zum ersten Mal in Abfahrten punkten. Am Saisonende war Knauß Sechster im Gesamtweltcup, Zweiter im Super-G-Weltcup, Vierter im Kombinationsweltcup und Fünfter im Riesenslalomweltcup. Ähnlich erfolgreich verlief die nächste Saison 1996/97: Knauß gewann den Super-G des Kriterium des ersten Schnees in Val-d’Isère, stand als Zweiter des Riesenslaloms von Park City sowie Dritter des Riesenslaloms von Breckenridge weitere zwei Mal auf dem Podest und erreichte weitere vier Top-5-Platzierungen. Er wurde im Gesamtweltcup Siebter und im Riesenslalomweltcup Dritter, fiel aber im Super-G-Weltcup auf den achten Rang zurück.
Bei Großereignissen blieb Knauß zunächst weiter ohne Medaille: Bei den um ein Jahr auf 1996 verschobenen Weltmeisterschaften in der spanischen Sierra Nevada belegte er Platz 9 im Super-G und Rang 16 in der Abfahrt, während er im Riesenslalom und in der Kombination nicht das Ziel sah. Bei den Weltmeisterschaften 1997 in Sestriere wurde er Vierter im Super-G (sechs Hundertstelsekunden hinter Bronzemedaillengewinner Günther Mader) sowie Siebter im Riesenslalom. Bei den Olympischen Winterspielen 1998 in Nagano klappte es dann mit dem ersten Edelmetall: Knauß gewann hinter Hermann Maier sowie zeitgleich mit Didier Cuche die Silbermedaille im Super-G und verfehlte als Vierter des Riesenslaloms eine weitere Medaille nur um zwei Hundertstelsekunden. Edelmetall gewann Knauß auch bei den Weltmeisterschaften 1999 in Vail/Beaver Creek, und zwar in einer denkbar knappen Entscheidung: Nur eine Hundertstelsekunde fehlte dem drittplatzierten Hans Knauß im Super-G auf die beiden zeitgleichen Sieger Hermann Maier und Lasse Kjus. Und wie im Vorjahr verfehlte er eine zweite Medaille erneut um nur zwei Hundertstelsekunden, diesmal allerdings in der Abfahrt und nicht im Riesenslalom. Diese in seiner Karriere gehäuft und meist zu seinen Ungunsten aufgetretenen Hundertstelsekunden-Entscheidungen brachten Knauß den Spitznamen „Hundertstel-Hans“ ein. Knauß selbst betrachtete diese knappen Entscheidungen rückblickend als „eine gewisse Prüfung, mit Erfolg und Misserfolg so umzugehen, dass es meine grundsätzliche, lockere Lebenseinstellung nicht verändert“.
Neben seinen Medaillengewinnen bei Olympischen Spielen und Weltmeisterschaften fuhr Knauß auch im Weltcup weiterhin an der Spitze mit. In den Saisonen 1997/98 und 1998/99 feierte er jeweils einen Sieg (1998 im Super-G von Kvitfjell und 1999 in der Abfahrt von Kitzbühel), zudem erreichte er jeweils weitere vier Podestplätze und eine Reihe weiterer Top-5-Platzierungen. In beiden Jahren wurde er Fünfter im Gesamtweltcup, hinzu kamen 1997/98 der zweite Platz im Super-G-Weltcup sowie der fünfte Rang im Riesenslalomweltcup. 1998/99 fiel er zwar in diesen beiden Disziplinenwertungen leicht zurück (Fünfter im Super-G und Siebter im Riesenslalom), dafür konnte er sich in der Abfahrt vom 15. auf den vierten Endrang steigern. Zum Neunfachsieg des ÖSV-Skiteams am Patscherkofel trug er den sechsten Platz bei.

### Verletzungen und Comeback (1999–2004)

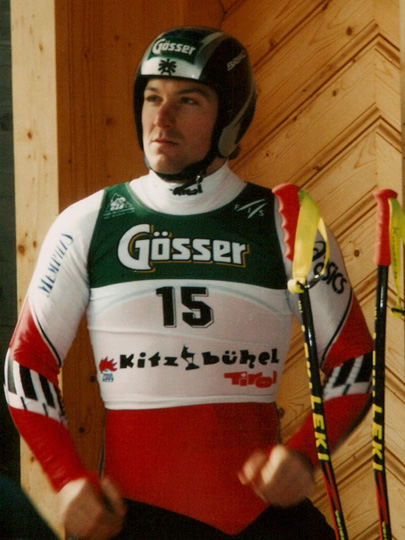
Hans Knauß in Kitzbühel im Jänner 2000

In den nächsten Jahren konnte Knauß wegen mehrerer Verletzungen nicht an die bisherigen Ergebnisse anknüpfen. Er blieb im Winter 1999/2000 nach einer kurz vor Saisonbeginn erlittenen Bänderverletzung erstmals seit seinen Weltcupanfängen ohne Podestplatz. Er fuhr zwar oftmals unter die schnellsten Zehn, fiel aber in allen Weltcupwertungen deutlich zurück. Nachdem er in der ersten Hälfte der Saison 2000/01 auch nur einige Top-10-Plätze erreicht, aber nicht zu seiner alten Form gefunden hatte, kam er Mitte Jänner in der Hahnenkammabfahrt von Kitzbühel zu Sturz. Schwere Knieverletzungen bedeuteten das Ende der Saison, die Rehabilitation wurde durch eine Gelenksentzündung im Knie erschwert.
Nach dieser Verletzungspause fand Knauß im Laufe der Saison 2001/02 langsam zur früheren Form zurück. Am 3. Februar 2002 gelang ihm als Dritter des Riesenslaloms von St. Moritz der erste Podestplatz seit drei Jahren. Damit qualifizierte er sich innerhalb des österreichischen Teams im letzten Moment für die Olympischen Winterspiele 2002 in Salt Lake City, wo er allerdings bereits im ersten Riesenslalomdurchgang ausschied. Im Winter 2002/03 konnte sich Knauß insbesondere im Riesenslalom weiter verbessern und zur absoluten Weltspitze zurückkehren. Er gewann die beiden Riesenslaloms von Adelboden und Lillehammer, belegte im Riesenslalomweltcup den dritten Platz und kam im Gesamtweltcup wieder unter die besten Zehn. Auch bei den Weltmeisterschaften 2003 in St. Moritz war Knauß mit dem Gewinn der Silbermedaille im Riesenslalom erfolgreich. Erneut war es eine knappe Entscheidung: Vom Sieger Bode Miller trennten ihn drei Hundertstelsekunden, vom drittplatzierten Erik Schlopy nur eine Hundertstelsekunde. In der Saison 2003/04 fiel Knauß zwar im Riesenslalom deutlich zurück (nach einem dritten Rang in Park City kam er nur noch einmal unter die schnellsten Zehn, im Riesenslalomweltcup belegte er Rang 15), dafür konnte er sich in den Disziplinen Abfahrt und Super-G gegenüber dem Vorjahr merklich steigern. Er blieb in diesem Winter ohne Sieg, erreichte aber in Abfahrt und Super-G drei Podestplätze sowie weitere fünf Top-5-Platzierungen und belegte in beiden Disziplinenweltcups den sechsten Rang.

### Dopingsperre (2004–2005)
Die Saison 2004/05 begann Knauß mit einem fünften Platz im Riesenslalom von Sölden sowie einem vierten Rang in der Abfahrt von Lake Louise, danach belegte er bis zu seinem letzten Weltcupstart am 17. Dezember 2004 in der Abfahrt von Gröden unter anderem noch zwei sechste Plätze. Der Grund für das plötzliche Ende seiner Skikarriere war eine positive Dopingprobe, die Knauß nach der Abfahrt in Lake Louise abgegeben hatte. In dieser Probe, sowie auch in der B-Probe, wurde ein erhöhter Wert des anabolen Steroids Nandrolon nachgewiesen, worauf Knauß vom Internationalen Skiverband (FIS) im Jänner 2005 für 18 Monate gesperrt und alle Ergebnisse ab Lake Louise annulliert wurden. Grund für den erhöhten Nandrolonwert soll ein verunreinigtes Nahrungsergänzungsmittel (Vitaminpräparat) des US-Herstellers Ultimate Nutrition gewesen sein. Knauß klagte gegen diese Sperre vor dem  Internationalen Sportgerichtshof (CAS) in Lausanne. Er wollte zumindest eine Verkürzung auf zwölf Monate erreichen, um bei den Olympischen Winterspielen 2006 startberechtigt zu sein. Der Internationale Sportgerichtshof bestätigte jedoch die Sperre in voller Länge, worauf Knauß am 20. Juli 2005 seinen Rücktritt vom Skirennsport bekannt gab. Knauß reichte eine zivilrechtliche Klage gegen den Hersteller des von ihm eingenommenen Nahrungsergänzungsmittels ein. Im Mai 2008 einigte er sich mit der Herstellerfirma außergerichtlich auf Schadenersatz.

### Motorsport und weitere Tätigkeit (ab 2005)
Schon als noch aktiver Skirennläufer war Knauß bei ersten Autorennen gestartet. Nach dem Ende seiner Skikarriere nahm er in der Saison 2006 für das niederösterreichische Privatteam Renauer Motorsport an der FIA-GT-Meisterschaft in der Gruppe GT2 teil. Dort fuhr er einen Porsche 996 GT3 RS, beendete beide Läufe jedoch lediglich im hinteren Mittelfeld. Zum Ende der Saison erhielt Knauß dennoch die Möglichkeit, einen Lamborghini Gallardo in der jungen FIA-GT3-Europameisterschaft zu pilotieren. Obwohl Knauß in beiden Rennen in Dijon die Zielflagge nicht sah, blieb er 2007 der Serie erhalten. Zusammen mit seinem Landsmann Werner Gröbl fuhr er den Großteil der Meisterschaftsläufe. Zum Finallauf in Dubai erhielt Knauß mit Jan Danis einen neuen Teamkollegen an seiner Seite. Zwar spielte er in der Meisterschaftsentscheidung keine Rolle, aber die ebenfalls ausgeschriebene Lamborghini-Markenpokalwertung der Europameisterschaft konnte Knauß für sich entscheiden. 2008 erweiterte er sein Engagement bei S-Berg Racing und fuhr nun neben der Europameisterschaft auch vereinzelte Läufe der italienischen GT-Meisterschaft und der International GT Open. Zudem war Knauß im selben Jahr beim 24-Stunden-Rennen von Spa-Francorchamps am Start, beendete den Lauf der FIA-GT-Meisterschaft jedoch nicht. 2006 belegte er mit Porsche den zweiten Platz bei der internationalen tschechischen Langstreckenmeisterschaft in Most, 2007 gewann er mit Lamborghini das internationale Hundertmeilenrennen von Brünn.
Mit dem Skirennsport ist Knauß weiterhin eng verbunden. Seit Oktober 2005 ist er als Co-Kommentator, Analytiker und Kamerafahrer bei alpinen Skirennen für den Österreichischen Rundfunk (ORF) tätig. Zum Ende der Weltcup-Saison 2019/20 gab er bekannt, aus Risikogründen seine Tätigkeit als Kamerafahrer nach 15 Jahren und mehr als 500 Fahrten zu beenden.
Seit 2021 moderiert er die Sendereihe „Österreich vom Feinsten“ im ORF.

## Erfolge im Skirennsport

### Olympische Winterspiele
- Lillehammer 1994: 20. Super-G
- Nagano 1998: 2. Super-G, 4. Riesenslalom

### Weltmeisterschaften
- Sierra Nevada 1996: 9. Super-G, 16. Abfahrt
- Sestriere 1997: 4. Super-G, 7. Riesenslalom
- Vail/Beaver Creek 1999: 3. Super-G, 4. Abfahrt
- St. Moritz 2003: 2. Riesenslalom

### Weltcupwertungen
| Saison  | Gesamt | Gesamt | Abfahrt | Abfahrt | Super-G | Super-G | Riesenslalom | Riesenslalom | Kombination | Kombination |
| Saison  | Platz  | Punkte | Platz   | Punkte  | Platz   | Punkte  | Platz        | Punkte       | Platz       | Punkte      |
| ------- | ------ | ------ | ------- | ------- | ------- | ------- | ------------ | ------------ | ----------- | ----------- |
| 1992/93 | 71.    | 96     | –       | –       | 30.     | 50      | 21.          | 46           | –           | –           |
| 1993/94 | 39.    | 225    | –       | –       | 9.      | 152     | 22.          | 73           | –           | –           |
| 1994/95 | 73.    | 57     | –       | –       | 25.     | 49      | 43.          | 8            | –           | –           |
| 1995/96 | 6.     | 748    | 23.     | 95      | 2.      | 267     | 5.           | 306          | 4.          | 80          |
| 1996/97 | 7.     | 756    | 17.     | 170     | 8.      | 187     | 3.           | 349          | 9.          | 50          |
| 1997/98 | 5.     | 888    | 15.     | 242     | 2.      | 256     | 5.           | 375          | –           | –           |
| 1998/99 | 5.     | 913    | 4.      | 399     | 5.      | 233     | 7.           | 281          | –           | –           |
| 1999/00 | 18.    | 525    | 12.     | 238     | 12.     | 159     | 17.          | 128          | –           | –           |
| 2000/01 | 32.    | 231    | 21.     | 95      | 14.     | 85      | 31.          | 51           | –           | –           |
| 2001/02 | 21.    | 361    | 26.     | 71      | 11.     | 156     | 14.          | 134          | –           | –           |
| 2002/03 | 10.    | 596    | 21.     | 100     | 14.     | 131     | 3.           | 365          | –           | –           |
| 2003/04 | 9.     | 796    | 6.      | 421     | 6.      | 237     | 15.          | 138          | –           | –           |
| 2004/05 | 88.    | 45     | –       | –       | –       | –       | 33.          | 45           | –           | –           |

### Weltcupsiege
- 27 Podestplätze, davon 7 Siege:

| Datum             | Ort         | Land       | Disziplin    |
| ----------------- | ----------- | ---------- | ------------ |
| 17. Dezember 1995 | Alta Badia  | Italien    | Riesenslalom |
| 23. Jänner 1996   | Valloire    | Frankreich | Super-G      |
| 16. Dezember 1996 | Val-d’Isère | Frankreich | Super-G      |
| 8. März 1998      | Kvitfjell   | Norwegen   | Super-G      |
| 23. Jänner 1999   | Kitzbühel   | Österreich | Abfahrt      |
| 14. Jänner 2003   | Adelboden   | Schweiz    | Riesenslalom |
| 15. März 2003     | Lillehammer | Norwegen   | Riesenslalom |

### Juniorenweltmeisterschaften
- Madonna di Campiglio 1988: 12. Super-G, 20. Kombination, 21. Riesenslalom, 30. Abfahrt, 34. Slalom
- Alyeska 1989: 10. Abfahrt
- Zinal 1990: 8. Super-G, 11. Riesenslalom

### Österreichische Meisterschaften
- Österreichischer Meister im Riesenslalom 1994 und 1997

## Auszeichnungen (Auszug)
- 1998: Silbernes Ehrenzeichen für Verdienste um die Republik Österreich
- 2022: Romy in der Kategorie Show/Unterhaltung[11]